# Radio Luxembourg

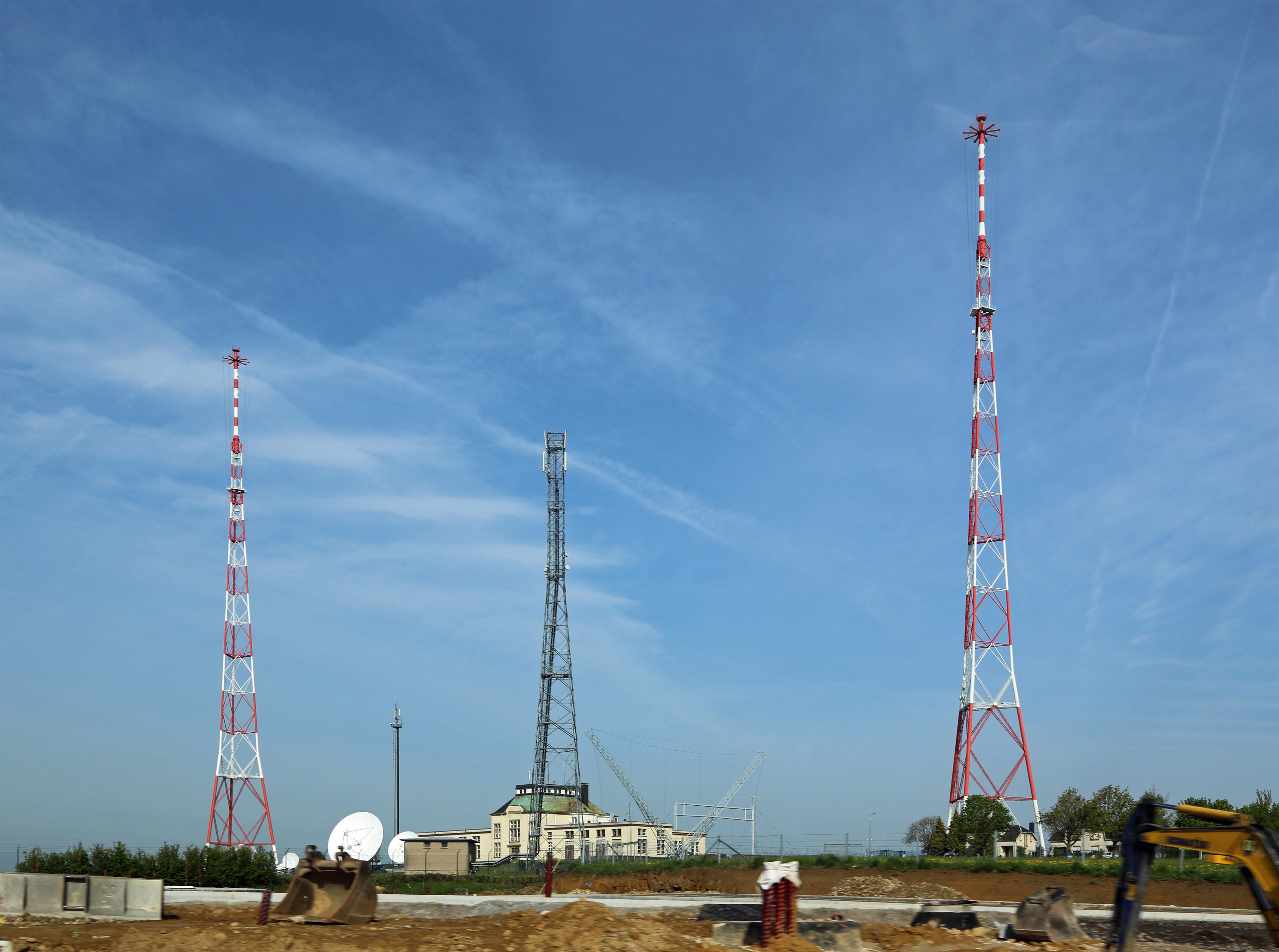
De RTL-zendmasten van Junglinster in het Groothertogdom Luxemburg. Hier begon Radio Luxemburg in 1933 met radio-uitzendingen op de lange golf, met een vermogen van 200 kW.

Radio Luxembourg (in het Nederlands doorgaans Radio Luxemburg genoemd) was een radiozender in Luxemburg die rond 1929 begon uit te zenden op de lange golf. Door financiële problemen moesten de uitzendingen snel weer worden stilgelegd. Vanaf 1931 werd een nieuwe poging gewaagd, met de oprichting van de Compagnie Luxembourgeoise de Radiodiffusion en een nieuwe zendinstallatie met 200 kW vermogen in Junglinster. Dit was het eerste Europese radiostation dat op zuiver commerciële basis werkte.
Op 29 december 1930 ontving Radio Luxembourg van de Luxemburgse regering het exclusieve recht om radio-uitzendingen te verzorgen vanuit Luxemburg. Als tegenprestatie voor dit monopolie, dat voor een periode van 25 jaar was toegewezen, moest Radio Luxemburg 30% van de nettowinst afdragen aan de Luxemburgse staat.
In 1933 werd daadwerkelijk gestart met de uitzendingen, met de eerste uitzending op een golflengte van 1191 meter (252 kHz) op 15 maart 1933. Er waren uitzendingen in het Frans, Duits, Engels, Luxemburgs en het Nederlands. De eerste Nederlandstalige uitzending was op vrijdag 17 maart 1933.
Het uitzendschema van de eerste maanden (uitzendtijden 19.20 - 23.20):
- Zondag: Engelse avond
- Maandag: Oostenrijkse avond
- Dinsdag: Belgische avond
- Woensdag: Luxemburgse avond
- Donderdag: Duitse avond
- Vrijdag: Nederlandse avond
- Zaterdag: Franse avond

In 1952 verhuisde de Nederlandstalige zender naar de 208 meter (1440 kHz) middengolf met een vermogen van 1200 kW (2× 600 kW). Het station is sinds december 1992 uit de lucht omdat de inkomsten te laag waren om rendabel te blijven.
Hubert Terheggen, tevens manager van de band Focus, was jarenlang betrokken bij dit station.